# Монгольская ящурка
Монго́льская я́щурка (лат. Eremias argus) — вид ящериц из рода ящурок.

## Внешний вид
Мелкая ящерица, длина тела достигает не более 6,6 см. Хвост почти в 1,5 раза длиннее тела. Лобоносовых щитков не менее двух, между предлобными располагается 1—2 небольших дополнительных щитков. Лобный щиток немного вогнут в передней части. Ряд зёрнышек между надглазничными и лобными и лоботеменным щитками отсутствует, но перед первым надглазничным щитком имеется площадка, занятая зёрнышками и по длине равная или немного превосходящая этот щиток. Подглазничный щиток не касается края рта. Пятый нижнечелюстной щиток касается верхнегубных, реже отделён от них. Вокруг середины туловища 41—71 чешуйка. Вокруг девятого—десятого ряда хвостовых чешуй 20—31 чешуйка. Верхняя часть хвоста слаборебристая. Бедренных пор 7—14, их ряд не доходит до коленного сгиба, промежуток между рядамиукладывается в длине ряда 1—2,5 раза. В анальной области 5—8 чешуй, из которых 1—2 увеличены.
Верх тела серовато-оливковый или серый с буроватым оттенком со светлыми пятнышками или чёрточками. Пятна могут быть округлыми ьелыми с чёрными краями, образуя до 10 продольных рядов, или удлинёнными, иногда почти сливающихся между собой светлыми, разделёнными тёмными пятнами. Ноги сверху в более или менее выраженных глазчатых пятнах. Низ тела белый или желтоватый. Молодые особи мало отличаются по окраске от взрослых, но имеют более контрастный рисунок.

## Распространение
Распространена в восточной Монголии, в Китае (от озера Кукунор на западе до Шанхая на востоке), в западной части Кореи, а также в России — на юге Бурятии (на север до Улан-Удэ) и крайнем юго-западе Читинской области.

## Образ жизни
Обитает в различных степях, в том числе горных, лесостепях, полупустынях с травянистой и кустарниковой растительностью и каменистыми участками.
Питается насекомыми (прямокрылыми, жуками, цикадами, муравьями, гусеницами, ручейниками) и паукообразными.
Кладка начинается с конца апреля и за сезон повторяется дважды. Длина яиц 1,2—1,4 см. Молодые длиной 1,7—1,9 см появляются в конце июля — начале августа.

## Подвиды
Делится на 2 подвида:
- Eremias argus argus Peters, 1869
- Eremias argus barbouri Schmidt, 1925 — монгольская ящурка Барбура[7]

## Охрана
Подвид монгольская ящурка Барбура (E. a. barbouri) занесена в Красную книгу Российской Федерации (2021), как редкий подвид, а также в Красные книги Бурятии (2013) и Забайкальского края (2012).